# Сангушко, Лев Александрович
Лев Алекса́ндрович Сангу́шко (Сангу́шко-Каши́рский) (ум. 1571) — государственный деятель Великого княжества Литовского, князь кошерский  (1565—1571).

## Биография
Представитель коширско-несухоижской линии литовского княжеского рода Сангушко герба «Погоня». Сын старосты гомельского и маршалка господарского, князя Александра Андреевича Сангушко (ум. 1565), от второго брака с княжной Анастасией Васильевной Жилинской.
В 1565 году после смерти своего отца Александра Андреевича Лев Александрович Сангушко унаследовал Каширское княжество.
В том же году князь Лев Сангушко-Каширский взял в долг у луцкого еврея Мисановича 300 коп денег. Сразу же после смерти своего отца Лев Сангушко заявил протест в связи с утратой усадьбы Люшнева и Ольбяжа, которые у его отца отняла его мачеха. Из каждой из этих усадьб его дед Андрей Михайлович Сангушко отписал своей первой жене Анне Васильевне Хрептович по 1000 коп денег, но женившись после её смерти вторым браком на княжне Богдане Михайловне Заславской, он ей тоже отписал 2000 коп денег на Люшневе, Серебрищах и Заозерье. Его отец Александр Сангушко вел судебную тяжбу против своей мачехи Богданы Заславской об усадьбах Лишнев, Ольбяж и Мирков, а также над опекой на её дочерью Анной. Через полтора года после смерти мужа Богдана Заславская вторично вышла замуж и выдала свою дочь Анну замуж без разрешения родственников. После смерти своего отца Лев Александрович Сангушко написал меморандум, признавая свою неправоту.
В декабре 1566 года князь Лев Сангушко подтвердил Воловичу дарственную на усадьбу Кустынь, данную ему его отцом Александром Сангушко. В это же время он был обвинен Анной Любецкой, женой старосты румборкского и кревского Николая Остика, в том, что он забрал из ящика, где хранились деньги, 3000 червонных золотых и 3014 золотых в виде драгоценностей. В феврале 1566 года король польский Сигизмунд Август написал князю Льву Сангушке и его супруге Анне Михайловне Остик, чтобы они не мешали пани Некрасовой получить от усадеб, положенных Анне в наследство от её отца, старосты кревского Николая Юрьевича Остика, долга в сумме 3000 коп денег. В том же году Лев Сангушко дал Михаилу Ласцу Секунскому в вечное владение усадьбу Гуту и другие.
В 1569 году после присоединения Волынского воеводства к польской короне князь Лев Александрович Сангушко принес ленную присягу на верность польскому королю Сигизмунду Августу. В 1570 году он продал подканцлеру литовскому и каштеляну трокскому Остафию Богдановичу Воловичу за 1400 коп денег половину усадеб Жировичи в Дрестском повете и мещанскую улицу в Бресте, отписанных ему в вечное владение его женой Анной Николаевной Остик, и заложенное Воловичу её матерью Анной Любецкой, женой подкомория витебского Павла Друцкого-Соколинского.
В 1570 году князь Лев Александрович Сангушко-Каширский был упомянут как владелец Перемиля и Горохова в Луцком повете и Каширом во Владимирском повете.
23 декабря 1571 года Лев Сангушко написал в своём имении Камень-Каширский завещание. В нём он написал, что желает был похороненным в монастыре в Мельце. Опекунами его жены Анны Никоалевны Остик и сына Григория были назначены воевода киевский и маршалок Волынской земли, князь Константин Константинович Острожский, и воевода брацлавский и гетман польный литовский, князь Роман Фёдорович Сангушко. Его сын Григорий должен был воспитываться при князе Романе Сангушко, вместе с его сыном Фёдором. Согласно завещанию Льва Сангушко, в случае смерти его сына Григория, не оставившего после себя потомства, его имения Камень, Кашира и Горохов вместе с прилегающими селами должны были перейти князю Роману Сангушке и его потомству. Жена получила усадьбу Косово в Слонимском повете, которая после её смерти должна была перейти в наследство его сыну Григорию. Усадьбу Любич, которую он получил в приданое за женой, он приказывал вернуть своей теще Анне Романовне Любецкой. В случае если его сын Григорий не оставит потомства, то он оставляет своему родственнику, князю Андрею Григорьевичу Сангушко (ум. 1591), замок Перемиль с рядом сел. Также Лев Сангушко отказался от прав на Лишнев, который должен был перейти его тётке, Анне Андреевне Сангушке, жене воеводы минского Николая Сапеги.
В 1571 году князь Лев Александрович Сангушко скончался.

## Семья
Был женат на Анне Николаевне Остик (ум. до 1584), дочери старосты кревского и румборкского Николая Юрьевича Остика и княжны Анны Романовны Любецкой. Дети:
- Григорий Львович Сангушко (ум. 1601), князь каширский (1571—1601), каштелян любачевский (1597—1598) и брацлавский (1598—1601).